# Squatina dumeril
El angelote (Squatina dumeril) es una especie de elasmobranquio escuatiniforme de la familia Squatinidae. Habita aguas de hasta 100 m de profundidad. Su cuerpo plano y las amplias aletas pectorales, lo hacen similar a la raya (orden Rajiformes), pero en realidad es un tiburón.
Se alimenta de pequeños peces que encuentra en el lecho marino. Al igual que otros tiburones, sus órganos detectores de electricidad le permiten localizar presas enterradas en la arena. Sus huevos se abren dentro del cuerpo de la madre, que pare crías vivas. 
Su hábitat corresponde a las zonas de aguas templadas y cálidas del Atlántico y el mar Mediterráneo.